# Gök
För andra betydelser, se Gök (olika betydelser).
Gök (Cuculus canorus) är en fågel i familjen gökar inom ordningen gökfåglar. Den är främst känd för sitt lockläte och för att den lägger sina ägg i andra fåglars bo, så kallad häckningsparasitism.

## Utseende och läte
Göken är en medelstor, slank fågel med lång rundad stjärt och spetsiga vingar. Den är 32–36 centimeter lång. Honan är oftast något mindre än hanen. Vingspannet är mellan 54 och 60 centimeter och vikten upp till 160 gram. Den påminner i flykten om en liten falk eller en sparvhök. När den sitter, ofta helt öppet på stolpar och dylikt, hänger den ofta med vingarna under kroppen medan den lyfter stjärten.

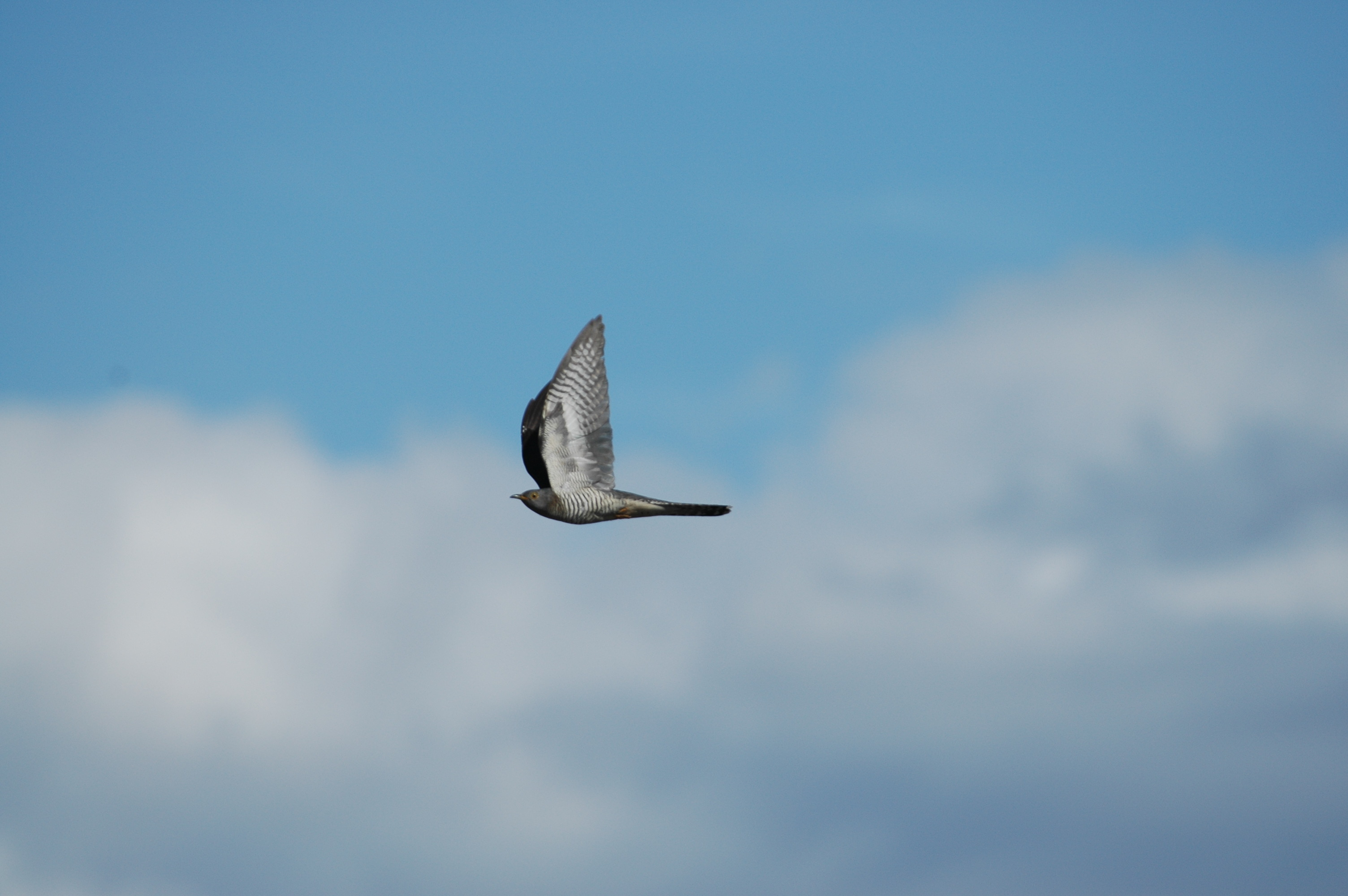
Gök i flykten.

På ovansidan, samt på hals och bröst är hanen blågrå med brungrå vingar. Stjärtpennorna är svarta med vita spetsar och vita småfläckar. Nedre delen av bröstet, buken och kroppssidorna är vitaktiga med svartgrå tvärband. Honan har växlande färg. Ibland liknar den hannen, men har rostbrun inblandning på bröstet, halsens sidor och vingarna. Den yttre tån är som hos alla gökfåglar vändbar. Den kan alltså riktas både framåt och bakåt.

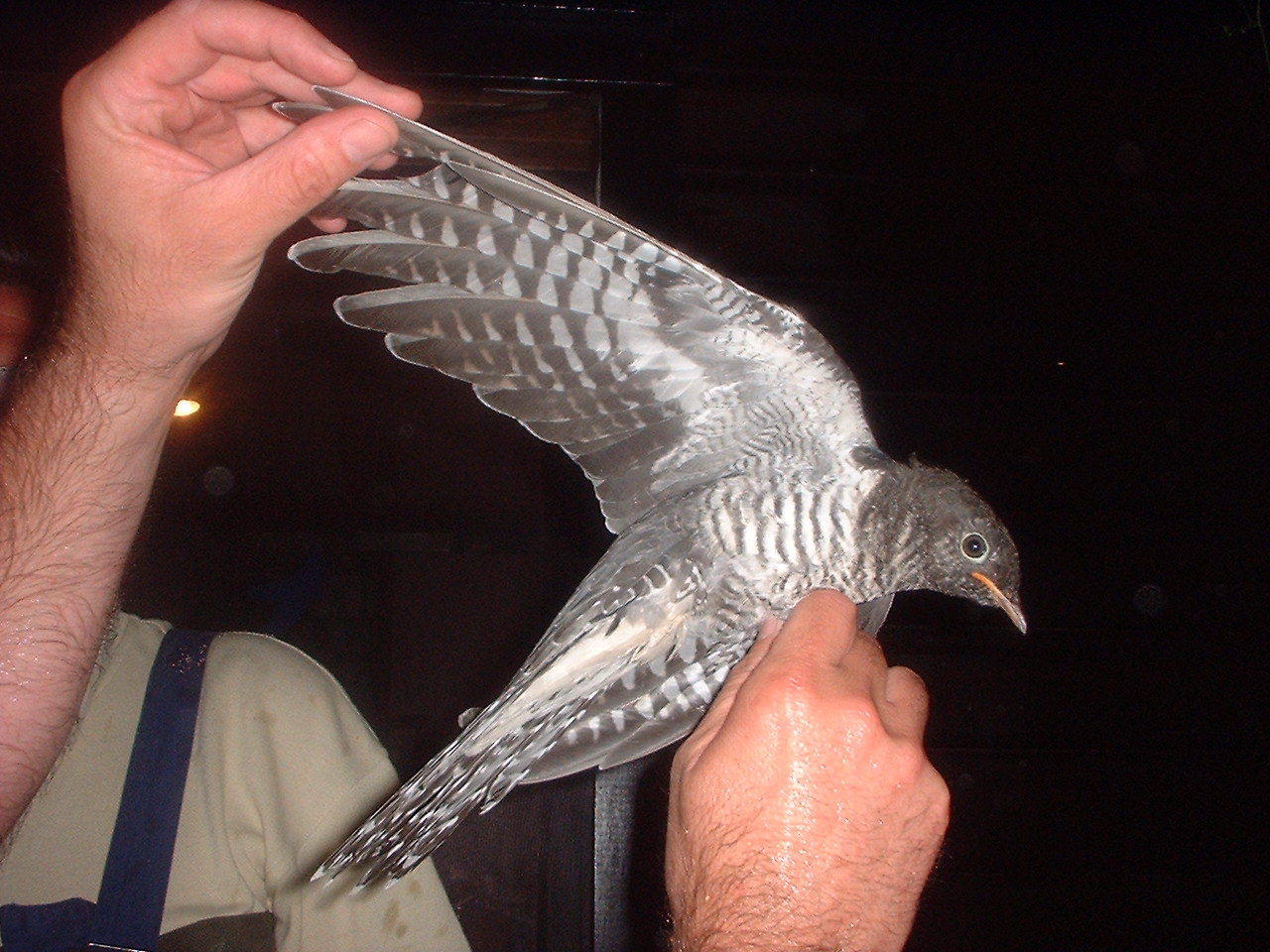
Gök infångad för ringmärkning.

Göken känns framför allt igen på sitt lockläte, ett tvåstavigt go-gå (ofta återgivet som ”ko-ko”), med tonvikt på första stavelsen. Revirlätet är likt locklätet, men med ökande tempo beroende på hur nära en eventuell rival vågar sig.

### Morfer
Det finns två morfer av honor av underarten C. c. canorus, nämligen grå morf, där honan till stora delar påminner om hanen, men har en något mer brunaktig färg på vingar och rygg samt ett diffust brunaktigt band över bröstet. Den andra morfen,den mindre vanliga rödgöken är rödbrun med svart vattring ovan. Även hos ungfåglarna förekommer två morfer, men hos dessa hos båda könen. Den ena är mörkt gråbrun och inte så tydligt vattrad, medan den andra är rödbrun och tydligt vattrad. Det finns också mellanformer häremellan. Vissa delar av dessa ungfågeldräkter (speciellt vingpennor) bibehålls hos ettåriga gökar, men försvinner efter ruggningen den andra vintern.

## Utbredning och systematik
Göken är en flyttfågel som återfinns i nästan hela palearktis. Den förekommer i Europa, Nordafrika och större delen av Asien, och når ända till Indien och Indokina. Övervintringen sker i tropiska delar av Afrika.
Göken brukar delas upp i fyra underarter med följande utbredning:
- nordlig gök[4] Cuculus canorus canorus – häckar från Skandinavien och Storbritannien österut till Kamtjatka och Japan, och söderut till Pyrenéerna, Medelhavet, norra Iran, Kazakstan, Mongoliet, Norra Kina och Koreahalvön.
- Cuculus canorus bangsi häckar i de norra och centrala delarna av Spanien, på Balearerna, i Marocko, Algeriet och Tunisien.
- Cuculus canorus subtelephonus häckar i nordöstra Iran, norra Pakistan, Afghanistan, Ladakh och Kashmir, Turkmenistan, Kirgizistan, Tadzjikistan, Kazakstan, Uzbekistan, Xinjiang, norra Gansu, norra Kina och västra Mongoliet.
- Cuculus canorus bakeri  häckar i sydvästra Gansu och nordvästra Sichuan genom södra Qinghai till Tibet, och foten av Himalaya i norra Uttar Pradesh, i Nepal, Assam, norra Myanmar, nordöstra Laos och nordvästra Tonkin i Vietnam.

### Göken i Sverige
I Sverige förekommer göken spritt över hela landet och i olika miljöer, från löv- och tallskog till slätt, kust och fjällhed. Till södra Sverige anländer den i slutet av april eller början av maj. Flyttningen söderut påbörjas i augusti eller början av september. 

## Ekologi

### Häckning
Liksom övriga arter av samma släkte ruvar göken inte själv, utan överlåter sina ägg liksom ungarnas uppfödande åt andra fåglar – så kallad häckningsparasitism. Vanligen lägger göken sitt ägg i bon av fåglar som är betydligt mindre än göken själv, till exempel hos sångare. Gökhonan lägger endast ett ägg i de bon hon parasiterar och i de fall där det finns två eller tre gökägg i ett och samma bo är det ägg av olika honor. I förhållande till gökens kroppsstorlek är gökägget ovanligt litet. Till färgen är det mycket varierande och imiterar ofta fosterföräldrarnas ägg till färg och utseende. Hittar inte honan lämpliga värdföräldrar lägger hon ägg hos mindre lämpade arter. Gökägg har hittats hos doppingar, fasaner, ljungpipare, skator och kajor.

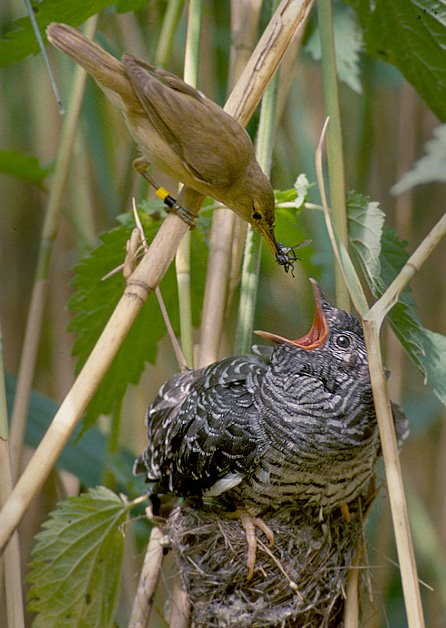
En gökunge som föds upp av en rörsångare.

Göken passar på att lägga sitt ägg när värdparet är borta från boet. Hon ersätter då ett ägg med sitt eget och flyger därifrån. Ibland verkar gökhanen hjälpa honan vid äggläggningen genom att distrahera värdparet så de inte ska märka att honan är vid boet och lägger sitt ägg.[källa behövs] Olika honor är specialiserade att lägga ägg hos olika fågelarter. Göken måste söka reda på just den fågelarts bo som den är inriktad på. Hon måste även se till att kullen är nylagd, så att ägget inte kläcks för sent. Göken är också observant på andra tättingars bobyggande för att kunna lägga sitt eget ägg vid rätt tidpunkt. Skulle hon upptäcka en lämplig värd men för sent, det vill säga att äggen redan har börjat ruvas, kan hon förstöra boet eller äggen för att tvinga värdfåglarna börja om med en ny kull.
Gökungen kläcks efter cirka tolv dygn, och knuffar därefter gärna ut de andra äggen och ungdjuren ur boet. Den snabbväxande gökungen växer ofta om sina fosterföräldrar. Efter ett år når ungdjuret könsmognad. Göken kan bli 14 år gammal.

### Föda
Den vuxna gökens föda utgörs av skalbaggar och insektslarver och i synnerhet fjärilslarver. Göken räknas därför som nyttig fågel, då flera av dessa fjärilslarver är skadedjur på skogen.

## Status och hot
Arten har ett stort utbredningsområde med en stabil population som uppskattas till mellan 34,6 och 54,4 könsmogna individer. Internationella naturvårdsunionen IUCN kategoriserar därför arten som livskraftig (LC). I Sverige finns heller inga tecken på populationsförändringar.

## Göken och människan

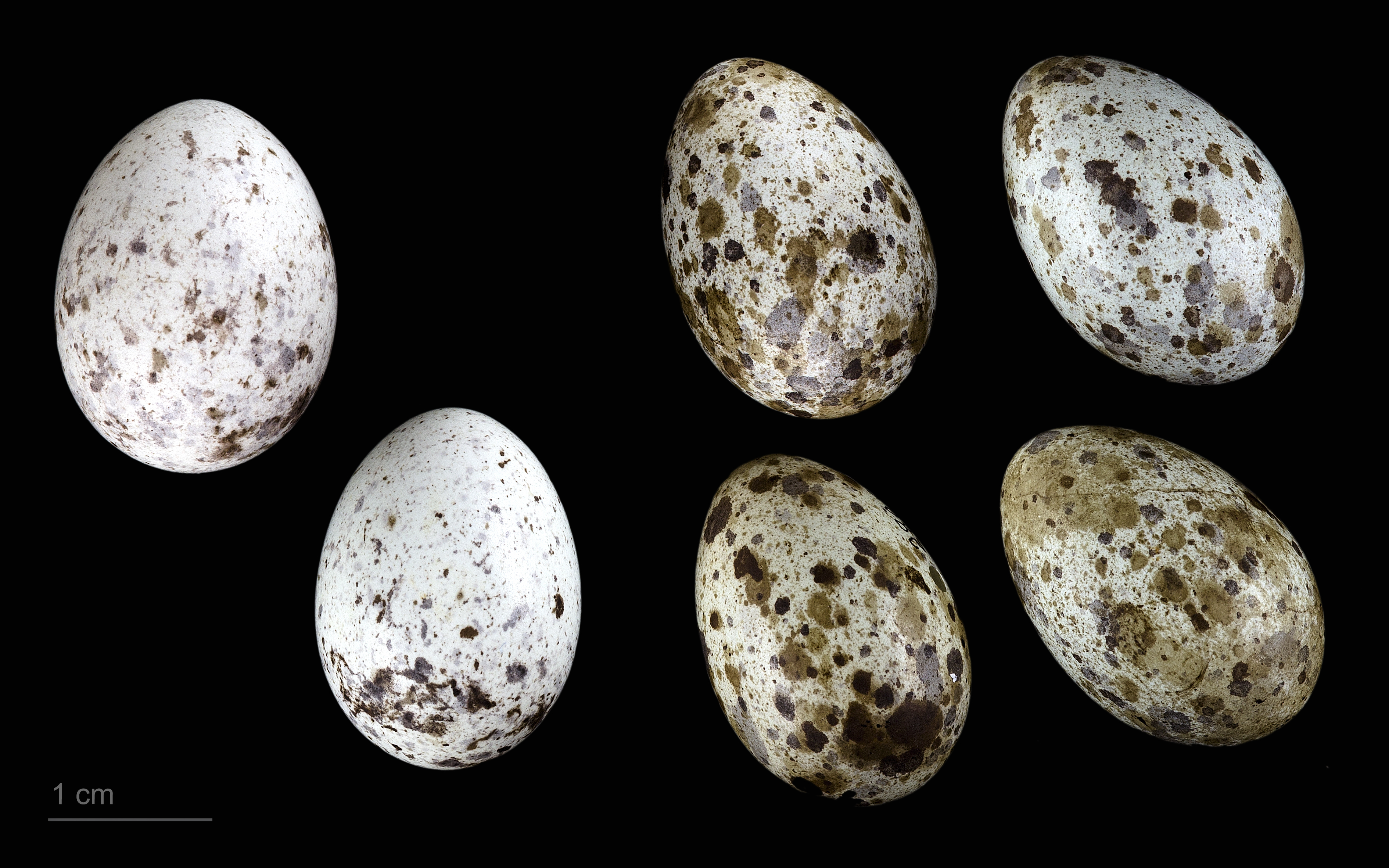
Cuculus canorus canorus + Acrocephalus arundinaceus

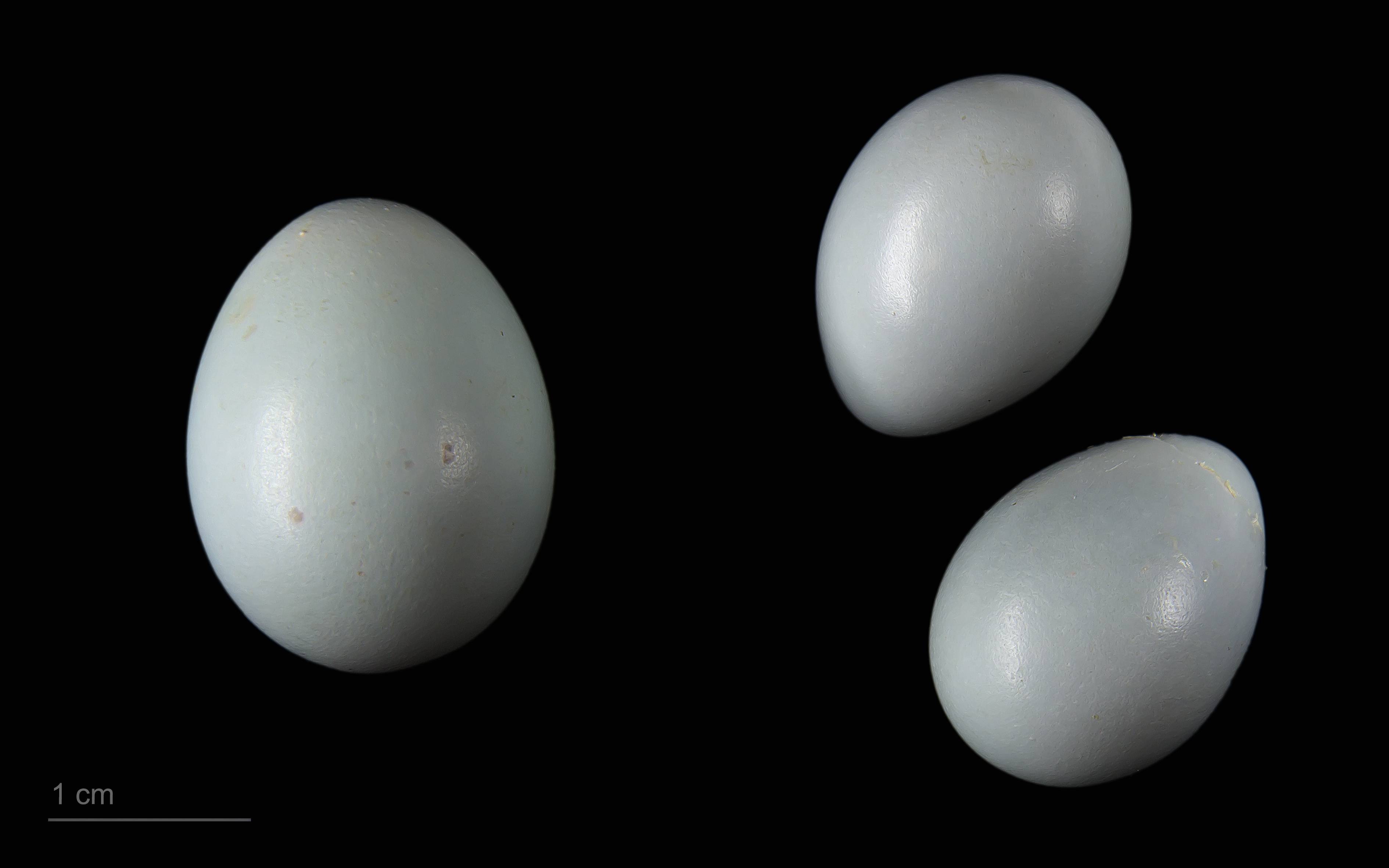
Cuculus canorus bangsi + Phoenicurus moussieri

Göken avbildas i många olika sammanhang, bland annat i gökur och killekortleken.

### Svensk folktro
I Sverige ansåg man att göken kunde förutspå framtiden på olika sätt.
Gökdagen eller gökada’n var det datum, varierande från 25 april till 6 maj, då göken först brukade höras gala. Om göken första gången gol från bar kvist, det vill säga före lövsprickningen, skulle årets växtlighet bli dålig.[källa behövs] En annan sägen från Bohuslän förtäljer ”man skall ej sätta plogen i jorden om våren, förr än göken hörts”.
Gökotta är en svensk tradition som innebär att man beger sig ut i naturen för att höra göken, vanligen på kristi himmelsfärdsdag, som infaller 30 april–3 juni, det vill säga under samma tidsperiod som gökdagen.
Det väderstreck varifrån göken hörs tolkades enligt uttrycket: södergök är dödergök, västergök är bästergök, östergök är tröstergök och norrgök är sorggök.
Linnés lärjunge doktor Johan Otto Hagström skrev så här 1749 från sin resa i Jämtland:
| ” | När någon råkar komma under det trä, deruti gjöken sitter och gal, så kan gjöken spå, huru länge man skal gå ogift. Men hvarje galande utmärker giöken ett år, då han frågas, efter vissa rim, ungefärligen sålunda: Giök, Giök, Sitt på qvist, Säg mig vist, Hur' många år, Jag ogift går. Skulle nu gjöken gala allenast en gång, efter denna fråga, får den frågande god tröst, at inom årets slut blifva gift. Men gal han öfver 10 resor, då sägs han sitta på galen qvist, i hvilken händelse hans spådom intet aktas. Första gången man om våren hörer giöken gala gifves noga akt, om han siter i nårr eller vester, ifrån det rum man hörer honom gala. Ty höres den i nårr, får man sorg det året; men om han gal i väster, blir man alt ör lyckelig, äfvenså i öster, då ingen tröst skal fela enom det året. Råkar någon få höra giöken första gången i söder, den bekommer godt och mycket smör af sin boskap om sommaren. Gemene man säger Östergiök är tröste-giök. Väster-giök är bäste giök. Nårr-giök är Sårg-giök. Sör-giök (d. ä. Söeder-giök) är smörgiök. | „ |
| – Jemtlands Oeconomiska Beskriftning eller Känning, I akt tagen på en resa om sommaren 1749 af Joh.Otto Hagström. M.D., Stockholm. | |   |

Man tog en kaffegök för att inte bli gökdårad av att höra göken på fastande mage.